# Oxyde de praséodyme(III)
Pour les articles homonymes, voir Oxyde de praséodyme.
L'oxyde de praséodyme(III) est un composé chimique du praséodyme et de l'oxygène de formule chimique Pr2O3. Il forme des cristaux hexagonaux. L'oxyde de praséodyme cristallise dans la structure de l'oxyde de manganèse(III) ou du bixbyite.

## Utilisation
L'oxyde de praséodyme peut être utilisé comme diélectrique en combinaison avec le silicium. Les verres dopés au praséodyme appelés verre didyme, deviennent jaunes et sont utilisés dans les lunettes pour soudeur parce qu'ils bloquent les radiations infrarouges. On produit 2 500 tonnes d'oxyde de praséodyme par an dans le monde. On utilise aussi l'oxyde de praséodyme pour colorer en jaune le verre et la céramique où on utilise aussi un mélange brun foncé d'oxydes de praséodyme (III et IV) : le Pr6O11,

## Source
- (en) Cet article est partiellement ou en totalité issu de l’article de Wikipédia en anglais intitulé « Praseodymium(III) oxide » (voir la liste des auteurs).

1. ↑  Masse molaire calculée d’après « Atomic weights of the elements 2007 », sur www.chem.qmul.ac.uk.